# Kozacki Korpus Kadetów
Kozacki Korpus Kadetów (ros. Казачий Кадетский Корпус) – ośrodek szkoleniowy dla nieletnich Kozaków Kozackiego Stanu pod koniec II wojny światowej
Korpus został utworzony dopiero w poł. kwietnia 1945 r. w miasteczku Sant'Alessio, w związku z czym działał jedynie kilka dni. Komendantem został płk Tiażelnikow, pochodzący z Kozaków astrachańskich. Początkowo zorganizowano cztery starsze klasy. Ogółem zamierzano stworzyć osiem klas. Po ukończeniu korpusu kadetów młodzi Kozacy mieli uczyć się dalej w 1 Kozackiej Szkole Junkrów. Opracowano dla kadetów specjalny krój munduru z pagonami z 3 przeplatanymi przez siebie literami ККК. Pierwszy nabór korpusu liczył ok. 50 dzieci kozackich. Musiały one przejść egzamin przed specjalną komisją. Nie zdążono rozpocząć żadnych zajęć. Po bombardowaniu lotniczym Sant'Alessio kadeci i kadra zostali rozpuszczeni. 30 kwietnia przemaszerowali oni wraz z pozostałymi oddziałami Kozackiego Stanu do Austrii, gdzie poddali się Brytyjczykom. Następnie zostali przez nich w większości wydani Sowietom.